# ゴードン・E・ソーヤー
ゴードン・E・ソーヤー（Gordon E. Sawyer, 1905年8月27日 - 1980年3月15日）は、アメリカ合衆国のレコーディング・エンジニアである。サミュエル・ゴールドウィン・プロダクションズで音響監督を務めていた。アカデミー録音賞には16回ノミネートされ、3回受賞した。

## 受賞とノミネート
| 賞           | 年     | 部門   | 作品名                       | 結果       |
| ------------ | ------ | ------ | ---------------------------- | ---------- |
| アカデミー賞 | 1945年 | 録音賞 | ダニー・ケイの 天国と地獄    | ノミネート |
| アカデミー賞 | 1946年 | 録音賞 | 我等の生涯の最良の年         | ノミネート |
| アカデミー賞 | 1947年 | 録音賞 | 気まぐれ天使                 | 受賞       |
| アカデミー賞 | 1950年 | 録音賞 | われら自身のもの             | ノミネート |
| アカデミー賞 | 1951年 | 録音賞 | 我が心の呼ぶ声               | ノミネート |
| アカデミー賞 | 1952年 | 録音賞 | アンデルセン物語             | ノミネート |
| アカデミー賞 | 1956年 | 録音賞 | 友情ある説得                 | ノミネート |
| アカデミー賞 | 1957年 | 録音賞 | 情婦                         | ノミネート |
| アカデミー賞 | 1958年 | 録音賞 | 私は死にたくない             | ノミネート |
| アカデミー賞 | 1959年 | 録音賞 | ポギーとベス                 | ノミネート |
| アカデミー賞 | 1960年 | 録音賞 | アラモ                       | 受賞       |
| アカデミー賞 | 1960年 | 録音賞 | アパートの鍵貸します         | ノミネート |
| アカデミー賞 | 1961年 | 録音賞 | ウエスト・サイド物語         | 受賞       |
| アカデミー賞 | 1961年 | 録音賞 | 噂の二人                     | ノミネート |
| アカデミー賞 | 1963年 | 録音賞 | おかしなおかしなおかしな世界 | ノミネート |
| アカデミー賞 | 1966年 | 録音賞 | ハワイ                       | ノミネート |